# Psi1 Lupi
Psi1 Lupi (119 Lupi) é uma estrela na direção da constelação de Lupus. Possui uma ascensão reta de 15h 39m 45.97s e uma declinação de −34° 24′ 42.8″. Sua magnitude aparente é igual a 4.66. Considerando sua distância de 245 anos-luz em relação à Terra, sua magnitude absoluta é igual a 0.28. Pertence à classe espectral G8/K0III.